# Al-ʿAwtabī
Salama ibn Muslim ibn Ibrāhīm al-ʿAwtabī, meglio noto come Awtabī (in arabo سلمة بن مسلم بن ابراهم العوتبي‎?; 'Awtab, 1048 – ...), è stato uno storico e teologo arabo.

## Biografia
al-'Awtabi sarebbe nato in Oman, a 'Awtab, località nota in passato come 'Awtab al-khiyam e situata a Est di Sohar, intorno al 1048 e dove sarebbe morto all'inizio del XII secolo. Divenuto un illustre e colto personaggio della scuola (madhhab) ibadita di Rustaq insegnò a lungo scrivendo anche diverse opere fra cui la più importante è al-Diya' fi al-fiqh wa-l-shar'iyya. Si tratta di una ponderosa opera, stampata in ventiquattro volumi, in cui l'autore esamina in dettaglio i diversi aspetti del pensiero ibadita spesso in contrasto con il Mutazilismo a proposito dell'uso della ragione, ('ilm), e con la scuola, (madhhab) shafi'ita.
Secondo l'opinione di diversi studiosi egli sarebbe anche autore del Kitab al-ansab. Si tratta di un'opera storiografica e per questo molto diversa per quanto riguarda le tematiche dal Diya'. Proprio questa diversità così palese ha fatto supporre ad alcuni che l'autore di questa seconda opera sia in realtà un antenato del primo. Nulla però indirizza in questa direzione tranne la diversità, elemento non sufficiente per avvalore questa ipotesi. Infatti è più plausibile che tale diversità si possa attribuire a fasi diverse della vita di 'Awtabi: il Kitab al-ansab potrebbe essere stato scritto in giovane età e il Diya all'età matura .
Il Kitab al-ansab è la prima opera storiografica omanita che abbiamo. Si tratta quindi di un importante testo per la conoscenza della storia più antica del Paese. Infatti, secondo l'uso tradizionale arabo, lìopera inizia con la Creazione per proseguire con la storia preislamica per giungere fino alla caduta dei califfi omayyadi. Il testo è stato considerato tanto importante da essere fonte principale per gli storici dell'Oman. Infatti molte sue pagine sono alla base sia di opere arabe dei secoli passati sia di studiosi sia arabi che occidentali. Per quanto riguarda il passato il Kitab al.ansab è fonte fondamentale dal Kashf al-ghumma di al-Izkawi vissuto nella prima metà del diciottesimo secolo fino alla Tuhfa al-a'yan di al-Sālimī (1869-1914).